# Aisam-ul-Haq Qureshi
Aisam-ul-Haq Qureshi (Urdu اعصام الحق قریشی; * 17. März 1980 in Lahore) ist ein pakistanischer Tennisspieler.

## Leben und Karriere

### Frühe Jahre
Aisam-ul-Haq Qureshi begann erst mit zwölf Jahren, Tennis zu spielen, nachdem zuvor Cricket und Schwimmen seine Lieblingssportarten gewesen waren. Seine erste Trainerin war seine Mutter Nosheen Ihtsham, ehemalige pakistanische Nummer 1 im Tennis. Zwischen 1996 und 1998 konnte er mehrere Turniere auf der Juniorentour gewinnen und erreichte im Juli 1998 mit Platz 7 seine beste Platzierung in der Junioren-Weltrangliste. Im Oktober 1998 besiegte er bei den World Super Junior Championships den damals sechzehnjährigen Andy Roddick.
Schon 1998 entschied er sich für eine Karriere als Tennisprofi und sammelte auf Satellite- und Future-Turnieren erste Weltranglistenpunkte. Im September 1998 spielte er erstmals für die pakistanische Davis-Cup-Mannschaft und konnte zum 3:2-Sieg über Thailand einen Einzel- sowie einen Doppelsieg beisteuern.
Im Oktober 1999 gewann Qureshi in Indonesien seinen ersten Future-Titel. Nach drei weiteren Future-Finals zum Jahresende, von denen er eines gewinnen konnte, beendete er das Jahr auf Platz 308 der Tennisweltrangliste. Auch im Doppel konnte er in diesem Jahr mit verschiedenen Partnern drei Future-Turniere gewinnen. Im Davis Cup war er in diesem Jahr weniger erfolgreich und konnte den Abstieg Pakistans in die Asien-Gruppe II nicht verhindern.

### 2000–2002
2000 konnte Qureshi in Kalkutta durch einen Sieg über Leander Paes erstmals das Halbfinale eines Challenger-Turniers erreichen. Zudem erreichte er in diesem Jahr zwei Future-Finals und gewann dabei einen Titel. Im Doppel gewann er im Juli 2000 an der Seite von Daniele Bracciali in Wrexham seinen ersten Challenger-Titel. Im Dezember 2000 folgte in Prag Titel Nummer 2 (mit Kristian Pless); zuvor hatte Qureshi mit verschiedenen Partnern ein weiteres Challenger-Finale erreicht sowie zwei Future-Turniere gewinnen können.
Zu Beginn des Jahres 2001 nahm Aisam-ul-Haq Qureshi mit seinem Partner Vadim Kutsenko am ATP-Turnier in Chennai teil und erreichte dort die zweite Runde. Wie schon im Vorjahr konnte er in diesem Jahr in Buxoro und Bangkok zwei Doppel-Challenger-Titel gewinnen. Im Einzel waren seine größten Erfolge zwei Future-Titel sowie eine Challenger-Halbfinalteilnahme.
Nachdem die letzten beiden Davis-Cup-Saisons nicht sehr erfolgreich für Pakistan verlaufen waren, konnte man im Jahr 2002 durch Siege über Malaysia, Taiwan sowie China den Aufstieg in die Asien-Gruppe I erreichen. Dazu steuerte Aisam-ul-Haq Qureshi insgesamt vier Einzel- sowie drei Doppelsiege bei, allesamt mit Aqeel Khan. Im Juni 2002 konnte sich Qureshi in Wimbledon erstmals für ein Grand-Slam-Turnier qualifizieren. Das Besondere dabei war, dass sein Partner Amir Hadad ein Israeli war, also aus einem Staat stammte, der von seinem Heimatland Pakistan nicht anerkannt wird. Ihm wurde daher vom pakistanischen Verband mit dem Ausschluss aus dem Davis-Cup-Team gedroht, was jedoch von der ITF verhindert wurde. Nach einem Zweitrundensieg über die an Position 11 gesetzten Ellis Ferreira und Rick Leach konnte die muslimisch-jüdische Paarung erst im Achtelfinale gestoppt werden. Für die US Open bekamen sie daraufhin eine Wildcard und erreichten dort die zweite Runde. Zudem wurden sie am Jahresende von der ATP mit dem „Arthur Ashe Humanitarian Award“ ausgezeichnet, welcher Toleranz im Tennis fördern soll. Weitere Höhepunkte im Jahr 2002 waren drei aufeinander folgende Doppel-Challenger-Titel im Juli (in Bristol, Manchester und Hilversum), jeweils mit verschiedenen Partnern. Daraufhin stieg Qureshi kurzzeitig in die Top 100 der Doppel-Weltrangliste ein.

### 2003–2007
Zu Beginn des Jahres 2003 nahm Aisam-ul-Haq Qureshi zusammen mit Amir Hadad an einigen ATP-Turnieren teil, sie schieden jedoch jeweils in der ersten Runde aus. Nachdem er im Mai 2003 mit Justin Bower einen Future- und einen Challenger-Titel in Fargʻona gewonnen hatte, schied Qureshi sowohl bei den French Open (mit Daniel Vacek) als auch in Wimbledon (mit Hadad) jeweils in der ersten Runde aus. Danach spielte er erstmals zusammen mit Rohan Bopanna und konnte in Denver einen weiteren Challenger-Titel gewinnen. Die Partnerschaft wurde zunächst nach drei Turnieren wieder beendet, sollte jedoch in späteren Jahren noch erfolgreich fortgesetzt werden. Zum Jahresende gewann Qureshi noch zwei Future-Titel im Doppel sowie drei aufeinander folgende Future-Titel im Einzel (die ersten seit zwei Jahren).
Das Jahr 2004 begann mit zwei Einzel-Future-Titeln sowie einem Doppel-Challenger-Titel in Salinas. In Nottingham konnte sich Aisam-ul-Haq Qureshi erstmals für das Hauptfeld eines ATP-Turniers qualifizieren, er verlor jedoch in zwei knappen Sätzen gegen Jonas Björkman. Eine Woche später folgte in Andorra der nächste Challenger-Titel im Doppel, zudem erreichte er in diesem Jahr noch zwei weitere Challenger-Finals. Wie schon im Vorjahr half er Pakistan im Davis-Cup-Relegationsspiel, in der Asien-Gruppe I zu bleiben.
Im Jahr 2005 konnte das pakistanische Davis-Cup-Team nach Siegen über Thailand und Taiwan sogar die Play-off-Spiele zur Weltgruppe erreichen. In beiden Partien gewann Qureshi jeweils beide Einzel sowie das Doppel mit Aqeel Khan. Das Finale gegen Chile verlor Pakistan dann jedoch mit 0:5. Bei den Islamic Solidarity Games im April 2005 in Ta'if gewann Qureshi sowohl im Einzel, im Doppel als auch mit dem pakistanischen Team die Gold-Medaille. In diesem Jahr konnte Qureshi mit verschiedenen Partnern vier Challenger-Finals erreichen, von denen er eines in Pamplona (mit Lovro Zovko) gewinnen konnte. Im Einzel verlor er zwischen Mai 2005 und August 2005 zehn Challenger-Erstrundenmatches in Folge, konnte das Jahr aber mit einem Future-Titel noch halbwegs erfolgreich abschließen.
Das Jahr 2006 war das erste Jahr seit sieben Jahren, in welchem Aisam-ul-Haq Qureshi keinen einzigen Challenger-Titel gewinnen konnte. Einzige Höhepunkte dieses Jahres waren die Qualifikation für das Einzel-Hauptfeld des ATP-Turniers von ’s-Hertogenbosch, wo er in drei äußerst knappen Sätzen gegen den späteren Turniersieger Mario Ančić verlor, sowie je ein Future-Titel im Einzel und im Doppel. Im Davis Cup konnte er den Abstieg Pakistans in die Asien-Gruppe II bei der 0:5-Niederlage gegen China nicht verhindern.
Nach dem titelarmen Vorjahr wurde das folgende dann umso erfolgreicher: In den Monaten Februar 2007 bis Mai 2007 konnte Aisam-ul-Haq Qureshi mit verschiedenen Partnern insgesamt sieben Doppel-Future-Titel gewinnen. Im Juni 2007 qualifizierte Qureshi sich fürs Hauptfeld des ATP-Turniers von Halle und konnte dort gegen den Weltranglistenelften Richard Gasquet sensationell sein erstes ATP-Match gewinnen. In der zweiten Runde verlor er dann gegen Lokalmatador Philipp Kohlschreiber. Zwei Wochen später qualifizierte er sich in Wimbledon erstmals für das Einzel-Hauptfeld eines Grand-Slam-Turniers und konnte dort gegen Lee Childs in drei Sätzen gewinnen, bevor er in der zweiten Runde gegen den ehemaligen Weltranglistenersten Marat Safin ausschied. Und auch beim nächsten Rasenturnier in Newport qualifizierte sich Qureshi und erreichte dort erstmals das Viertelfinale eines ATP-Turniers. Dabei besiegte er unter anderem den an Position 1 gesetzten Mardy Fish. In Newport hatten Qureshi und sein Partner Prakash Amritraj zudem eine Wildcard für das Doppel-Hauptfeld bekommen, sie schieden jedoch in der ersten Runde aus. Daraufhin schloss sich Qureshi wieder mit Rohan Bopanna zusammen, mit dem er bereits 2003 ein Turnier hatte gewinnen können. Im Juli und August 2007 gewann der „Indo-Pak-Express“ gleich vier Challenger-Turniere nacheinander (in Manchester, Nottingham, Segovia und in Bronx). Zudem konnte Qureshi in Nottingham das Einzel-Finale erreichen, wo er in drei Sätzen Alun Jones unterlag. Im September 2007 traten Qureshi und Bopanna beim ATP-Turnier von Mumbai an und zogen dort bis ins Finale ein, wo sie in zwei knappen Sätzen gegen Robert Lindstedt und Jarkko Nieminen verloren. Im Oktober 2007 gewann Aisam-ul-Haq Qureshi mit Frederik Nielsen in Barnstaple einen weiteren Challenger-Titel, bevor er dann im November 2007 wieder mit Rohan Bopanna zusammen spielte und in Kuala Lumpur und Neu-Delhi jeweils das Finale erreichte. In Neu-Delhi konnte Qureshi zudem durch einen Sieg über An Jae-sung seinen einzigen Challenger-Titel im Einzel gewinnen. Er beendete das Jahr auf Platz 125 der Einzel- und Platz 90 der Doppel-Weltrangliste, was beides bis dahin persönliche Bestmarken waren.

### 2008–2011
Im Januar 2008 erreichte Qureshi zusammen mit Marin Čilić das Halbfinale des ATP-Turniers von Chennai. In den folgenden Monaten stand er bei mehreren ATP-Turnieren im Doppel-Hauptfeld, meistens zusammen mit Rohan Bopanna. Bei den French Open schieden sie noch in der ersten Runde gegen die Brüder Bob und Mike Bryan aus, konnten dann aber in Wimbledon erstmals gemeinsam ein Grand-Slam-Match gewinnen, und erreichten in Newport ihr zweites gemeinsames ATP-Finale. Im Rest der Saison konnte Qureshi mit verschiedenen Partnern kein Match auf ATP-Ebene mehr gewinnen, er gewann jedoch in dieser Saison insgesamt drei Challenger-Titel (in Dublin, Belo Horizonte und Toyota). Im Davis Cup schaffte er mit Pakistan, die mittlerweile in die Asien-Gruppe III abgestiegen waren, durch fünf 3:0-Siege in einer Woche den Wiederaufstieg in Gruppe II. Die größten Erfolge im Einzel in dieser Saison waren ein Erstrundensieg in Newport über Benjamin Becker sowie die erfolgreiche Qualifikation bei den US Open, wo er gegen den ehemaligen Weltranglistenersten Carlos Moyá in vier Sätzen verlor.
2009 konnte sich Qureshi für kein einziges ATP-Turnier im Einzel qualifizieren, da er sich nun zunehmend auf Doppel konzentrierte. Dort war er dafür auch umso erfolgreicher: Er gewann vier Challenger-Turniere (in Kyōto, Khorat, Aachen und Helsinki), die letzten drei jeweils mit Rohan Bopanna. In Wimbledon qualifizierte er sich zusammen mit Prakash Amritraj, und erreichte dort nach zwei Fünfsatzsiegen zum zweiten Mal nach 2002 das Achtelfinale. Bei den US Open war Jarkko Nieminen sein Doppelpartner, mit dem er die zweite Runde erreichte. Zum dritten Mal nacheinander konnte er ein Jahr in den Top 100 der Doppel-Weltrangliste beenden.
Nachdem Aisam-ul-Haq Qureshi und Rohan Bopanna im Januar 2010 bei den Australian Open noch in der ersten Runde ausgeschieden waren, gewannen sie zwei Wochen später in Johannesburg gegen Karol Beck und Harel Levy ihren ersten gemeinsamen ATP-Titel. Im April 2010 erreichten die beiden erst ein Challenger-Finale in Neapel und eine Woche später ein ATP-Finale in Casablanca. Im Mai 2010 folgte in Nizza die nächste Finalniederlage, gefolgt von einem Zweitrundenaus bei den French Open. In Wimbledon konnte der „Indo-Pak-Express“ dann erstmals das Viertelfinale eines Grand-Slam-Turniers erreichen, wo sie sich den späteren Siegern Jürgen Melzer und Philipp Petzschner geschlagen geben mussten. Dabei machten sie zudem mit ihrer „Stop War Start Tennis“ genannten Kampagne auf sich aufmerksam. Während der nordamerikanischen Hartplatzsaison konnten Qureshi und Bopanna in Los Angeles und Washington jeweils das Halbfinale sowie in New Haven das Finale erreichen. Dabei besiegten sie unter anderem die Weltranglistenersten Bob und Mike Bryan. Bei den US Open schließlich gelang der pakistanisch-indischen Paarung der bislang größte Erfolg ihrer Karriere: Nachdem sie im Achtelfinale die an Position 2 gesetzte Paarung Daniel Nestor und Nenad Zimonjić besiegt hatten, marschierten sie bis ins Finale durch, wo sie in zwei knappen Sätzen den Bryan-Brüdern unterlagen. Zusätzlich zum Herrendoppel trat Qureshi bei diesem Turnier auch im Mixed an, wo er an der Seite von Květa Peschke ebenfalls das Finale erreichen konnte. Dort mussten sie sich jedoch der an Position 1 gesetzten Paarung Liezel Huber und Bob Bryan geschlagen geben. Bei seiner anschließenden Rückkehr nach Pakistan wurde Qureshi in Lahore von Punjabs Gouverneur Salmaan Taseer mit einer Goldmedaille geehrt. Bei den Commonwealth Games 2010 trat Qureshi für Pakistan an, er schied jedoch im Einzel in der zweiten und im Doppel mit Aqeel Khan bereits in der ersten Runde aus. Nachdem sie in Shanghai und Moskau jeweils im Viertelfinale ausgeschieden waren, konnten Aisam-ul-Haq Qureshi und Rohan Bopanna in Sankt Petersburg wieder ein Finale erreichen. Sie verloren jedoch in zwei knappen Sätzen gegen Daniele Bracciali und Potito Starace. Dadurch verpassten sie als neuntbestes Team der Saison die Qualifikation für die ATP World Tour Finals in London im November 2010, wurden jedoch trotzdem zur Veranstaltung eingeladen, da sie dort mit dem Arthur Ashe Humanitarian Of The Year Award geehrt wurden. Im Dezember 2010 wurden Bopanna und Qureshi zudem in Monaco von Prinz Albert mit dem Grand Prix of Peace & Sports ausgezeichnet.
Anfang 2011 erreichten Aisam-ul-Haq Qureshi und Rohan Bopanna nach einer Halbfinalteilnahme beim ATP-Turnier von Sydney bei den Australian Open das Achtelfinale, wo sie in drei knappen Sätzen unterlagen. Im Frühling war das Duo weniger erfolgreich und erlitt einige Erst- und Zweitrundenniederlagen, erst beim Mastersturnier in Indian Wells konnten die beiden mit einem Halbfinaleinzug tiefer ins Feld eindringen. Auch in der Sandplatzsaison gab es Achtungserfolge wie etwa das Halbfinale beim Monte-Carlo Masters oder den Viertelfinaleinzug in Roland Garros, das bisher beste Abschneiden des Duos bei den French Open. Zu Beginn der Rasensaison feierte Qureshi gemeinsam mit Bopanna den ersten Saisontitel, im Finale von Halle besiegten die beiden Milos Raonic und Robin Haase. Umso enttäuschender war dann das Erstrundenaus in Wimbledon, wo sie gegen Juan Sebastián Cabal und Robert Farah 19:21 im letzten Satz verloren. Während der nordamerikanischen Hartplatzsaison war der Erfolg nur mäßig, in Montréal und Cincinnati erreichten sie das Viertelfinale, bei den US Open konnten die beiden die Vorjahresleistung nicht wiederholen, gelangten aber ins Halbfinale. In Bangkok feierte Qureshi seinen zweiten Saisontitel, allerdings an der Seite des Österreichers Oliver Marach; im Finale schlugen die beiden das deutsche Duo Michael Kohlmann und Alexander Waske. An der Seite von Bopanna erlitt er während der Asientour jedoch zwei Auftaktniederlagen, allerdings gestaltete sich die Hallensaison in Europa sehr erfolgreich: in Stockholm gewannen die beiden ihren zweiten gemeinsamen Saisontitel gegen Marcelo Melo und Bruno Soares. Beim Turnier in Paris feierte das Duo seinen bisher größten Erfolg, als sie mit einem Finalsieg über Julien Benneteau und Nicolas Mahut zum ersten Mal bei einem Mastersturnier Titelträger wurden. Zudem konnten sich Qureshi und Bopanna erstmals in ihrer Karriere zu Jahresende unter die acht besten Teams einreihen und qualifizierten sich somit für die ATP World Tour Finals in London. Nach drei Niederlagen in der Vorrunde schieden sie als Gruppenletzte vorzeitig aus. Zum Jahresende gaben Qureshi und Bopanna bekannt, ab 2012 nicht mehr gemeinsam anzutreten. Aufgrund der 2012 in London stattfindenden Olympischen Spiele trat Bopanna nunmehr an der Seite seines Landsmanns Mahesh Bhupathi an. Qureshi fand in Jean-Julien Rojer einen neuen Doppelpartner.

### 2012–2016
Mit Rojer sicherte sich Qureshi zwei Titel auf der World Tour 2012. Im Mai gewannen Qureshi und Rojer zunächst das Turnier in Estoril, als sie Julian Knowle und David Marrero im Finale mit 7:5 und 7:5 besiegten. Einen Monat später folgte nach einem 6:3- und 6:4-Finalerfolg über Treat Conrad Huey und Scott Lipsky der Titelgewinn in Halle. Zum Ende des Jahres erreichten Qureshi und Rojer im November auch das Endspiel des Masters in Paris, das sie gegen Rohan Bopanna und Mahesh Bhupathi in zwei Sätzen verloren. Bei den Grand-Slam-Turnieren gelang ihnen sowohl bei den French Open als auch den US Open der Halbfinaleinzug. Sie qualifizierten sich für die World Tour Finals, blieben in der Gruppenphase aber sieglos. In der Weltrangliste fiel Qureshi, der auf Rang neun ins Jahr gestartet war, Ende Februar aus den Top Ten, hielt sich aber das Jahr über mindestens unter den besten 16 der Rangliste und beendete die Saison auf Rang 14.
Auch 2013 gewannen Qureshi und Rojer zwei Titel auf der Tour. Im März besiegten sie im Finale des Miami Masters das polnische Duo Mariusz Fyrstenberg und Marcin Matkowski mit 6:4 und 6:1, was für Qureshi der zweite Titelgewinn bei einem Masters war. Sieben Monate darauf gewannen sie das Turnier in Stockholm mit einem Finalsieg über Jonas Björkman und Robert Lindstedt. Zwei weitere Male erreichten sie im Saisonverlauf ein ATP-Finale: in Marseille unterlagen sie im Februar Rohan Bopanna und Colin Fleming in zwei Sätzen, drei Monate später hatten sie in Estoril gegen Santiago González und Scott Lipskpy in drei Sätzen das Nachsehen. Während sie bei den ersten drei Grand-Slam-Turnieren jeweils das Achtelfinale erreichten, gelang ihnen bei den US Open der Viertelfinaleinzug. Bei den French Open erreichte er im Mixed mit Cara Black ebenfalls das Halbfinale. Dort schieden sie in zwei Sätzen gegen Kristina Mladenovic und Daniel Nestor aus. Zwar qualifizierten sich Qureshi und Rojer wie schon in der Saison davor für die World Tour Finals, doch erneut verloren sie alle drei Vorrundenpartien. Die Saison schloss Qureshi auf Rang 15 der Weltrangliste ab.
Die Saison 2014 bestritt Qureshi wieder mit seinem ehemaligen Partner Rohan Bopanna. Gleich zu Beginn der Saison zogen sie ins Finale des Turniers in Sydney ein, in dem sich Daniel Nestor und Nenad Zimonjić jeweils im Tie-Break in zwei Sätzen durchsetzten. Bereits im März kam es zum erneuten Aufeinandertreffen der beiden Doppelpaare in einem ATP-Finale. In Dubai waren es dieses Mal Qureshi und Bopanna, die mit 6:4 und 6:3 die Oberhand behielten. Die dritte und gleichzeitig letzte Finalteilnahme der Saison gelang den beiden im Mai in Nizza, wo sie Martin Kližan und Philipp Oswald aber deutlich mit 2:6 und 0:6 unterlagen. Auf Grand-Slam-Ebene war der Achtelfinaleinzug bei den Australian Open ihr bestes Abschneiden. Die World Tour Finals verpassten sie als lediglich auf Rang 14 der Qualifikationsrangliste geführtes Team. Zum Jahresende beendeten sie ihre Partnerschaft wieder.
2015 bestritt Qureshi die Saison ohne festen Doppelpartner. Im Februar erreichte er mit Nenad Zimonjić das Endspiel in Dubai, in dem sie gegen Rohan Bopanna und Daniel Nestor mit 4:6 und 1:6 verloren. Mit Robin Haase sicherte er sich in Aix-en-Provence im Mai seinen ersten Challenger-Titel seit 2009, ehe er im Juli mit Jonathan Marray in Newport den elften Titel seiner Karriere gewann. Erst im Match-Tie-Break besiegten sie Nicholas Monroe und Mate Pavić mit 10:8. Nur zwei Wochen später gelang Qureshi mit Oliver Marach auch der Finaleinzug in Gstaad, gegen Denis Istomin und Aljaksandr Bury unterlagen sie im Match-Tie-Break mit 5:10. Größere Erfolge bei Grand-Slam-Turnieren blieben 2015 aus, lediglich bei den Australian Open gelang Qureshi wie schon 2014 der Einzug ins Achtelfinale. In der Weltrangliste fiel er zum Jahresende auf Rang 34 zurück.
In der Saison 2016 blieb Qureshi erstmals seit seinem ersten Turniersieg auf der World Tour im Jahr 2010 ohne Titelgewinn bei einem ATP-Turnier. Zweimal erreichte er mit wechselnden Partnern zumindest ein Finale: im April unterlag er in Marrakesch mit Marin Draganja im Endspiel Guillermo Durán und Máximo González, zwei Monate später hatte er an der Seite von Daniel Nestor in Hamburg das Nachsehen gegen Henri Kontinen und John Peers. Auf der Challenger Tour sicherte sich Qureshi mit Nicholas Monroe den Titelgewinn in Irving. Im Finale bezwangen sie Chris Guccione und André Sá mit 10:4 im Match-Tie-Break. Bei den US Open, die er mit Robert Lindstedt bestritt, erreichte er erstmals seit 2013 wieder ein Viertelfinale auf Grand-Slam-Ebene.

### Seit 2017
Mit insgesamt fünf Turniersiegen auf der World Tour war die Saison 2017 bislang Qureshis titelreichstes Jahr. Gleich zu Saisonbeginn gewann er mit Marcin Matkowski das Turnier in Auckland, nachdem sie im Finale Jonathan Erlich und Scott Lipsky im Match-Tie-Break besiegt hatten. Im April folgte der Titelgewinn in Barcelona an der Seite Florin Mergeas. Sie bezwangen im Endspiel Philipp Petzschner und Alexander Peya mit 6:4 und 6:3. Mit Robert Lindstedt gewann er den dritten Saisontitel in Antalya, als sie von der verletzungsbedingten Aufgabe Oliver Marachs und Mate Pavićs im zweiten Satz profitierten. Saisontitel vier und fünf sicherte sich Qureshi mit Rajeev Ram im Juli in Newport sowie mit Jonathan Erlich im Oktober in Chengdu. Darüber hinaus gewann er auf der Challenger Tour mit Marcus Daniell das Turnier von Surbiton. Bei seiner sechsten Finalteilnahme auf der World Tour im Jahr 2017 unterlag Qureshi in Stockholm mit seinem früheren Doppelpartner Jean-Julien Rojer Oliver Marach und Mate Pavić im Match-Tie-Break. Bei Grand-Slam-Turnieren schaffte es Qureshi lediglich in Wimbledon ins Achtelfinale. Das Jahr beendete er auf Platz 31 der Weltrangliste.
2018 gelang Qureshi weder auf der World Tour noch auf der Challenger Tour ein Titelgewinn. Mit Jean-Julien Rojer bestritt er im April in Barcelona sein einziges Endspiel auf der World Tour, das sie gegen Feliciano López und Marc López mit 6:7 (5:7) und 4:6 verloren. Sein einziger weiterer Saisonhöhepunkt war das Erreichen des Viertelfinals der Australian Open. Mit Marcin Matkowski schied er gegen Bob und Mike Bryan in zwei Sätzen aus.
In der Saison 2019 spielte Qureshi mit wenigen Ausnahmen mit Santiago González an seiner Seite. Im April gewannen sie nach einem Dreisatzerfolg über Ken und Neal Skupski das Turnier in Houston. Noch im Februar hatten sie in New York City ihren ersten gemeinsamen Titelgewinn verpasst, als sie Kevin Krawietz und Andreas Mies mit 4:6 und 5:7 im Finale unterlegen waren. Auf Grand-Slam-Ebene scheiterten Qureshi und González dreimal in der Auftaktrunde und erreichten lediglich in Wimbledon das Achtelfinale. Bei Challenger-Turnieren waren die beiden zweimal erfolgreich: innerhalb von zwei Wochen gewannen sie in der Vorbereitung zu Wimbledon die Rasenturniere in Nottingham und Ilkley. Zu Jahresbeginn fiel Qureshi aus den Top 50 der Weltrangliste heraus, das Jahr schloss er auf Rang 52 ab.
Zur Saison 2020 wechselte Qureshi seinen Partner und spielte fortan mit Dominic Inglot, mit dem er nach durchwachsenen Ergebnissen im Januar im darauffolgenden Februar zwei Finals erreichte. In Montpellier hatten sie zunächst gegen Nikola Čačić und Mate Pavić noch knapp mit 4:10 im Match-Tie-Break das Nachsehen, ehe ihnen nur eine Woche später in New York City der Titelgewinn gelang. Sie besiegten Steve Johnson und Reilly Opelka mit 7:6 (7:5) und 7:6 (8:6), womit Qureshi den 18. ATP-Titel seiner Karriere gewann.

## Erfolge
| Legende (Anzahl der Siege)                       |
| Grand Slam                                       |
| ATP World Tour Finals                            |
| ATP World Tour Masters 1000 (2)                  |
| ATP World Tour 500 (2)                           |
| ATP International Series ATP World Tour 250 (14) |
| ATP Challenger Tour (31)                         |

| ATP-Titel nach Belag |
| Hartplatz (10)       |
| Sand (3)             |
| Rasen (5)            |

### Einzel

#### Turniersiege
| Nr. | Datum            | Turnier   | Belag     | Finalgegner | Ergebnis |
| --- | ---------------- | --------- | --------- | ----------- | -------- |
| 1.  | 1. Dezember 2007 | Neu-Delhi | Hartplatz | An Jae-sung | 7:5, 6:4 |

### Doppel

#### Turniersiege

##### ATP World Tour
| Nr. | Datum             | Turnier       | Belag         | Partner           | Finalgegner                          | Ergebnis          |
| --- | ----------------- | ------------- | ------------- | ----------------- | ------------------------------------ | ----------------- |
| 1.  | 7. Februar 2010   | Johannesburg  | Hartplatz     | Rohan Bopanna     | Karol Beck Harel Levy                | 2:6, 6:3, [10:5]  |
| 2   | 12. Juni 2011     | Halle (1)     | Rasen         | Rohan Bopanna     | Robin Haase Milos Raonic             | 7:68, 3:6, [11:9] |
| 3.  | 2. Oktober 2011   | Bangkok       | Hartplatz     | Oliver Marach     | Michael Kohlmann Alexander Waske     | 7:64, 7:65        |
| 4.  | 23. Oktober 2011  | Stockholm (1) | Hartplatz (i) | Rohan Bopanna     | Marcelo Melo Bruno Soares            | 6:1, 6:3          |
| 5.  | 13. November 2011 | Paris         | Hartplatz (i) | Rohan Bopanna     | Julien Benneteau Nicolas Mahut       | 6:2, 6:4          |
| 6.  | 6. Mai 2012       | Estoril       | Sand          | Jean-Julien Rojer | Julian Knowle David Marrero          | 7:5, 7:5          |
| 7.  | 17. Juni 2012     | Halle (2)     | Rasen         | Jean-Julien Rojer | Treat Huey Scott Lipsky              | 6:3, 6:4          |
| 8.  | 30. März 2013     | Miami Masters | Hartplatz     | Jean-Julien Rojer | Mariusz Fyrstenberg Marcin Matkowski | 6:4, 6:1          |
| 9.  | 20. Oktober 2013  | Stockholm (2) | Hartplatz (i) | Jean-Julien Rojer | Jonas Björkman Robert Lindstedt      | 6:2, 6:2          |
| 10. | 1. März 2014      | Dubai         | Hartplatz     | Rohan Bopanna     | Daniel Nestor Nenad Zimonjić         | 6:4, 6:3          |
| 11. | 19. Juli 2015     | Newport (1)   | Rasen         | Jonathan Marray   | Nicholas Monroe Mate Pavić           | 4:6, 6:3, [10:8]  |
| 12. | 14. Januar 2017   | Auckland      | Hartplatz     | Marcin Matkowski  | Jonathan Erlich Scott Lipsky         | 1:6, 6:2, [10:3]  |
| 13. | 30. April 2017    | Barcelona     | Sand          | Florin Mergea     | Philipp Petzschner Alexander Peya    | 6:4, 6:3          |
| 14. | 30. Juni 2017     | Antalya       | Rasen         | Robert Lindstedt  | Oliver Marach Mate Pavić             | 7:5, 4:1 aufgg.   |
| 15. | 22. Juli 2017     | Newport (2)   | Rasen         | Rajeev Ram        | Matt Reid John-Patrick Smith         | 6:4, 4:6, [10:7]  |
| 16. | 1. Oktober 2017   | Chengdu       | Hartplatz     | Jonathan Erlich   | Marcus Daniell Marcelo Demoliner     | 6:3, 7:63         |
| 17. | 14. April 2019    | Houston       | Sand          | Santiago González | Ken Skupski Neal Skupski             | 3:6, 6:4, [10:6]  |
| 18. | 16. Februar 2020  | New York City | Hartplatz (i) | Dominic Inglot    | Steve Johnson Reilly Opelka          | 7:65, 7:66        |

##### ATP Challenger Tour
| Nr. | Datum             | Turnier         | Belag         | Partner             | Finalgegner                           | Ergebnis           |
| --- | ----------------- | --------------- | ------------- | ------------------- | ------------------------------------- | ------------------ |
| 1.  | 5. August 2000    | Wrexham         | Hartplatz     | Daniele Bracciali   | Miles Maclagan Andrew Richardson      | 6:4, 6:2           |
| 2.  | 10. Dezember 2000 | Prag            | Sand          | Kristian Pless      | Ivo Heuberger Ville Liukko            | 6:4, 6:4           |
| 3.  | 7. Oktober 2001   | Buxoro          | Hartplatz     | Rogier Wassen       | Alexei Kedrjuk Aljaksandr Schwez      | 6:2, 6:4           |
| 4.  | 9. Dezember 2001  | Bangkok         | Hartplatz     | Jaroslav Levinský   | Jaymon Crabb Peter Luczak             | 6:3, 6:75, 7:65    |
| 5.  | 14. Juli 2002     | Bristol         | Rasen         | Dejan Petrović      | Daniele Bracciali Gianluca Pozzi      | 6:3, 6:2           |
| 6.  | 21. Juli 2002     | Manchester (1)  | Rasen         | Karol Beck          | John Hui Anthony Ross                 | 6:3, 7:62          |
| 7.  | 28. Juli 2002     | Hilversum       | Hartplatz     | Stefano Pescosolido | John Hui Anthony Ross                 | 7:64, 6:0          |
| 8.  | 17. Mai 2003      | Fargʻona        | Hartplatz     | Justin Bower        | Alexei Kedrjuk Orest Tereschtschuk    | 3:6, 7:60, 6:4     |
| 9.  | 3. August 2003    | Denver          | Hartplatz     | Rohan Bopanna       | Josh Goffi Jason Marshall             | 4:6, 6:3, 6:4      |
| 10. | 4. April 2004     | Salinas         | Hartplatz     | Federico Browne     | José de Armas Eric Nunez              | 6:3, 6:3           |
| 11. | 26. Juni 2004     | Andorra         | Hartplatz     | Gilles Müller       | Santiago González Alejandro Hernández | 6:3, 7:5           |
| 12. | 14. August 2005   | Pamplona        | Hartplatz     | Lovro Zovko         | James Auckland Daniel Kiernan         | 2:6, 6:3, 6:4      |
| 13. | 22. Juli 2007     | Manchester (2)  | Rasen         | Rohan Bopanna       | Jesse Huta Galung Michael Ryderstedt  | 4:6, 6:3, [10:5]   |
| 14. | 28. Juli 2007     | Nottingham      | Rasen         | Rohan Bopanna       | Mustafa Ghouse Joshua Goodall         | 6:3, 7:65          |
| 15. | 5. August 2007    | Segovia         | Hartplatz     | Rohan Bopanna       | Michel Kratochvil Gilles Müller       | 7:68, 6:3          |
| 16. | 19. August 2007   | Bronx           | Hartplatz     | Rohan Bopanna       | Alberto Francis Phillip King          | 6:3, 2:6, [10:5]   |
| 17. | 27. Oktober 2007  | Barnstaple      | Hartplatz (i) | Frederik Nielsen    | Jasper Smit Martijn van Haasteren     | 6:2, 6:74, [10:2]  |
| 18. | 4. Juli 2008      | Dublin          | Teppich       | Prakash Amritraj    | Jonathan Marray Frederik Nielsen      | 6:3, 7:66          |
| 19. | 3. August 2008    | Belo Horizonte  | Hartplatz     | Santiago González   | Daniel Dutra da Silva Caio Zampieri   | 6:3, 7:63          |
| 20. | 29. November 2008 | Toyota          | Teppich (i)   | Frederik Nielsen    | Chen Ti Grzegorz Panfil               | 7:5, 6:3           |
| 21. | 15. März 2009     | Kyōto           | Teppich (i)   | Martin Slanar       | Tatsuma Itō Takao Suzuki              | 6:77, 7:63, [10:6] |
| 22. | 29. März 2009     | Khorat          | Hartplatz     | Rohan Bopanna       | Sanchai Ratiwatana Sonchat Ratiwatana | 6:3, 6:75, [10:5]  |
| 23. | 15. November 2009 | Aachen          | Teppich (i)   | Rohan Bopanna       | Philipp Marx Igor Zelenay             | 6:4, 7:66          |
| 24. | 29. November 2009 | Helsinki        | Teppich (i)   | Rohan Bopanna       | Henri Kontinen Jarkko Nieminen        | 6:2, 7:67          |
| 25. | 9. Mai 2015       | Aix-en-Provence | Sand          | Robin Haase         | Nicholas Monroe Artem Sitak           | 6:1, 6:2           |
| 26. | 20. März 2016     | Irving          | Hartplatz     | Nicholas Monroe     | Chris Guccione André Sá               | 6:2, 5:7, [10:4]   |
| 27. | 10. Juni 2017     | Surbiton        | Rasen         | Marcus Daniell      | Treat Huey Dennis Kudla               | 6:3, 7:60          |
| 28. | 16. Juni 2019     | Nottingham      | Rasen         | Santiago González   | Gong Maoxin Zhang Ze                  | 4:6, 7:65, [10:5]  |
| 29. | 22. Juni 2019     | Ilkley          | Rasen         | Santiago González   | Marcus Daniell Leander Paes           | 6:3, 6:4           |
| 30. | 16. Juli 2023     | Iași            | Sand          | Nicolás Barrientos  | Gabi Adrian Boitan Bogdan Pavel       | 6:3, 6:3           |

#### Finalteilnahmen
| Nr. | Datum              | Turnier          | Belag         | Partner              | Finalgegner                       | Ergebnis          |
| --- | ------------------ | ---------------- | ------------- | -------------------- | --------------------------------- | ----------------- |
| 1.  | 30. September 2007 | Mumbai           | Hartplatz     | Rohan Bopanna        | Robert Lindstedt Jarkko Nieminen  | 6:73, 6:75        |
| 2.  | 13. Juli 2008      | Newport          | Rasen         | Rohan Bopanna        | Mardy Fish John Isner             | 4:6, 6:71         |
| 3.  | 11. April 2010     | Casablanca       | Sand          | Rohan Bopanna        | Robert Lindstedt Horia Tecău      | 2:6, 6:3, [7:10]  |
| 4.  | 23. Mai 2010       | Nizza (1)        | Sand          | Rohan Bopanna        | Marcelo Melo Bruno Soares         | 6:1, 3:6, [5:10]  |
| 5.  | 28. August 2010    | New Haven        | Hartplatz     | Rohan Bopanna        | Robert Lindstedt Horia Tecău      | 4:6, 5:7          |
| 6.  | 10. September 2010 | US Open          | Hartplatz     | Rohan Bopanna        | Bob Bryan Mike Bryan              | 6:75, 6:74        |
| 7.  | 31. Oktober 2010   | Sankt Petersburg | Hartplatz (i) | Rohan Bopanna        | Daniele Bracciali Potito Starace  | 6:76, 6:75        |
| 8.  | 4. November 2012   | Paris            | Hartplatz (i) | Jean-Julien Rojer    | Rohan Bopanna Mahesh Bhupathi     | 6:76, 3:6         |
| 9.  | 24. Februar 2013   | Marseille        | Hartplatz (i) | Jean-Julien Rojer    | Rohan Bopanna Colin Fleming       | 4:6, 6:73         |
| 10. | 5. Mai 2013        | ATP Estoril      | Sand          | Jean-Julien Rojer    | Santiago González Scott Lipsky    | 3:6, 6:4, [7:10]  |
| 11. | 11. Januar 2014    | Sydney           | Hartplatz     | Rohan Bopanna        | Daniel Nestor Nenad Zimonjić      | 6:73, 6:73        |
| 12. | 24. Mai 2014       | Nizza (2)        | Sand          | Rohan Bopanna        | Martin Kližan Philipp Oswald      | 2:6, 0:6          |
| 13. | 28. Februar 2015   | Dubai            | Hartplatz     | Nenad Zimonjić       | Rohan Bopanna Daniel Nestor       | 4:6, 1:6          |
| 14. | 2. August 2015     | Gstaad           | Sand          | Oliver Marach        | Denis Istomin Aljaksandr Bury     | 6:3, 2:6, [5:10]  |
| 15. | 9. April 2016      | Marrakesch       | Sand          | Marin Draganja       | Guillermo Durán Máximo González   | 2:6, 6:3, [6:10]  |
| 16. | 17. Juli 2016      | Hamburg          | Sand          | Daniel Nestor        | Henri Kontinen John Peers         | 5:7, 3:6          |
| 17. | 22. Oktober 2017   | Stockholm (1)    | Hartplatz (i) | Jean-Julien Rojer    | Oliver Marach Mate Pavić          | 6:3, 6:76, [4:10] |
| 18. | 29. April 2018     | Barcelona        | Sand          | Jean-Julien Rojer    | Feliciano López Marc López        | 6:75, 4:6         |
| 19. | 17. Februar 2019   | New York City    | Hartplatz     | Santiago González    | Kevin Krawietz Andreas Mies       | 4:6, 5:7          |
| 20. | 8. Februar 2020    | Montpellier      | Hartplatz     | Dominic Inglot       | Nikola Čačić Mate Pavić           | 4:6, 7:64, [4:10] |
| 21. | 29. Mai 2021       | Parma            | Sand          | Oliver Marach        | Simone Bolelli Máximo González    | 3:6, 3:6          |
| 22. | 13. November 2021  | Stockholm (2)    | Hartplatz (i) | Jean-Julien Rojer    | Santiago González Andrés Molteni  | 2:6, 2:6          |
| 23. | 9. Januar 2022     | Melbourne        | Hartplatz     | Alexander Nedowessow | Wesley Koolhof Neal Skupski       | 4:6, 4:6          |
| 24. | 20. Februar 2022   | Delray Beach     | Hartplatz     | Alexander Nedowessow | Marcelo Arévalo Jean-Julien Rojer | 2:6, 7:65, [4:10] |

### Mixed

#### Finalteilnahmen
| Nr. | Datum             | Turnier | Belag     | Partner       | Finalgegner            | Ergebnis |
| --- | ----------------- | ------- | --------- | ------------- | ---------------------- | -------- |
| 1.  | 9. September 2010 | US Open | Hartplatz | Květa Peschke | Liezel Huber Bob Bryan | 4:6, 4:6 |

## Abschneiden bei Grand-Slam-Turnieren

### Einzel
| Turnier         | 2000 | 2001 | 2002 | 2003 | 2004 | 2005 | 2006 | 2007 | 2008 | Karriere |
| --------------- | ---- | ---- | ---- | ---- | ---- | ---- | ---- | ---- | ---- | -------- |
| Australian Open | —    | —    | —    | —    | —    | —    | —    | —    | Q1   | —        |
| French Open     | —    | —    | —    | —    | —    | —    | —    | —    | —    | —        |
| Wimbledon       | Q1   | Q2   | Q3   | —    | —    | Q1   | —    | 2    | Q2   | 2        |
| US Open         | Q1   | Q2   | Q1   | —    | Q2   | —    | —    | Q3   | 1    | 1        |

### Doppel
| Turnier         | 2002 | 2003 | 2004 | 2005 | 2006 | 2007 | 2008 | 2009 | 2010 | 2011 | 2012 | 2013 | 2014 | 2015 | 2016 | 2017 | 2018 | 2019 | 2020 | 2021 | 2022 | 2023 | Karriere |
| --------------- | ---- | ---- | ---- | ---- | ---- | ---- | ---- | ---- | ---- | ---- | ---- | ---- | ---- | ---- | ---- | ---- | ---- | ---- | ---- | ---- | ---- | ---- | -------- |
| Australian Open | —    | —    | —    | —    | —    | —    | —    | —    | 1    | AF   | AF   | AF   | AF   | AF   | 1    | 2    | VF   | 1    | 1    | 2    | 2    | AF   | VF       |
| French Open     | —    | 1    | —    | —    | —    | —    | 1    | —    | 2    | VF   | HF   | AF   | 2    | 1    | AF   | 1    | 1    | 1    | 1    | 2    | 1    | —    | HF       |
| Wimbledon       | AF   | 1    | —    | —    | —    | —    | 2    | AF   | VF   | 1    | AF   | AF   | 2    | 2    | 2    | AF   | 2    | AF   |      | AF   | 2    | —    | VF       |
| US Open         | 2    | —    | —    | —    | —    | —    | 1    | 2    | F    | HF   | HF   | VF   | 1    | 2    | VF   | 1    | 1    | 1    | 1    | AF   | 2    | —    | F        |

### Mixed
| Turnier         | 2010 | 2011 | 2012 | 2013 | 2014 | 2015 | 2016 | 2017 | 2018 | 2019 | 2020 | 2021 | 2022 | Karriere |
| --------------- | ---- | ---- | ---- | ---- | ---- | ---- | ---- | ---- | ---- | ---- | ---- | ---- | ---- | -------- |
| Australian Open | —    | 1    | VF   | 1    | VF   | 1    | AF   | 1    | 1    | —    | —    | —    | VF   | VF       |
| French Open     | AF   | AF   | 1    | HF   | —    | VF   | 1    | 1    | 1    | HF   |      | —    | —    | HF       |
| Wimbledon       | 1    | 2    | 2    | AF   | HF   | 1    | HF   | 2    | 2    | AF   |      | 2    | —    | HF       |
| US Open         | F    | —    | 1    | 1    | AF   | —    | 1    | AF   | 1    | —    |      | —    | —    | F        |

Zeichenerklärung: S = Turniersieg; F, HF, VF, AF = Einzug ins Finale / Halbfinale / Viertelfinale / Achtelfinale; 1, 2, 3 = Ausscheiden in der 1. / 2. / 3. Hauptrunde; nicht ausgetragen